# Grauwacke

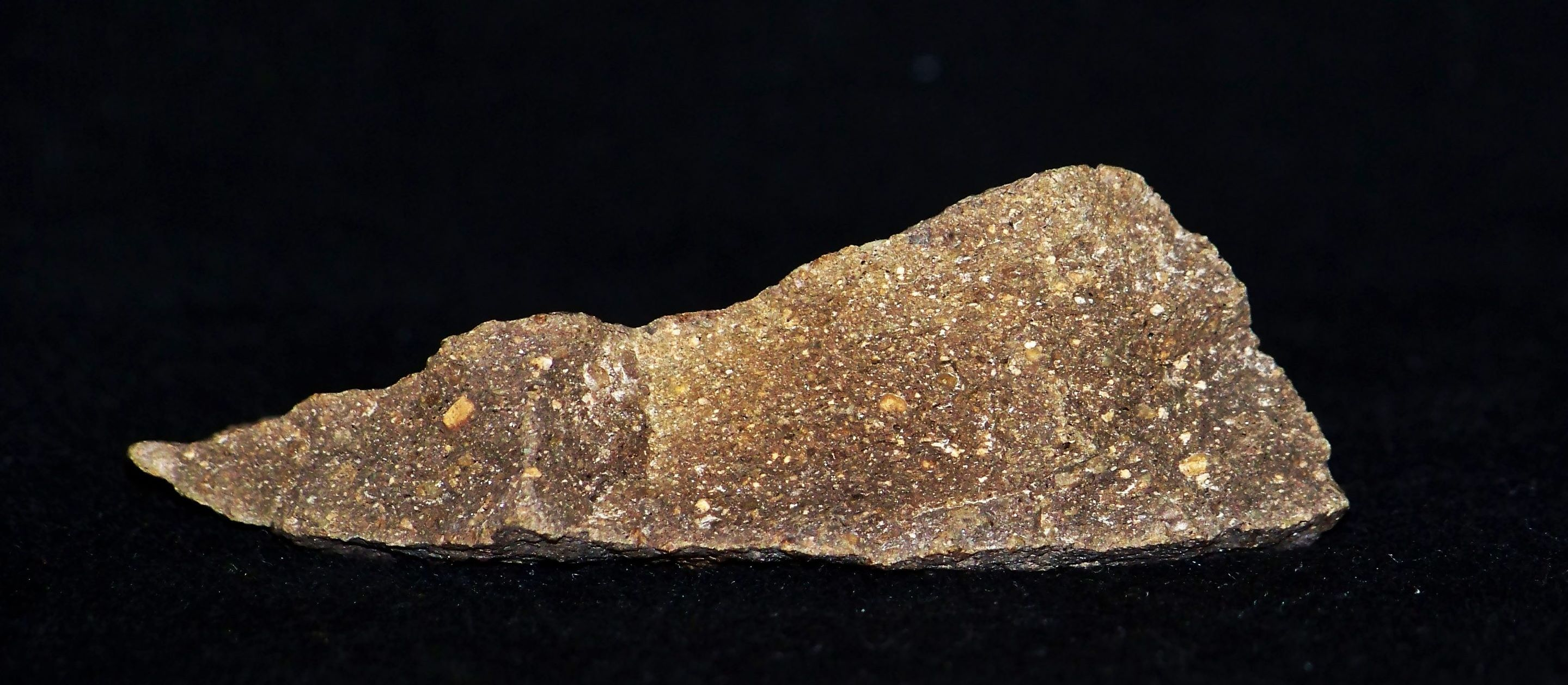
Grauwacke

Grauwacke is een donkerkleurig sedimentair gesteente dat veel veldspaten, mica's, en/of zware mineralen bevat. Grauwackes zijn niet duidelijk gedefinieerd en de term is voor uiteenlopend gesteente gebruikt. Om die reden wordt het gebruik van de term soms ontraden. Meestal gaat het om donkere zandsteen die uit een groot aandeel matrix bestaat, en een grote fractie mica's zoals chloriet en biotiet bevat. Zulk gesteente kan vormen bij een hoge afzettingssnelheid, waardoor geen verwering op kan treden en de mineralen bewaard blijven. Sommige grauwackes zijn turbidieten. Grauwackes kunnen wackes zijn maar dat hoeft niet het geval te zijn.
Een zandsteen die veel andere mineralen dan kwarts bevat, wordt een zogenaamde "vuile" zandsteen genoemd. De naam van het gesteente verwijst naar de kleur die het aanneemt; door de variëteit aan silica-arme mineralen heeft het gesteente een grauwe, vaak groengrijze, kleur.
Een bekende groeve van grauwacke bevindt zich nabij Lindlar (Oberbergischer Kreis).